# ビビデバ
『ビビデバ』は、日本のバーチャルYouTuber、バーチャルアイドル星街すいせいの楽曲。2024年3月22日にYouTubeで配信・公開され、翌3月23日に各種音楽配信サービスで配信された。発売元は所属事務所ホロライブプロダクションを運営するカバー。

## 概要
通算15作目の配信限定シングルで、前作「ザイオン」から約4か月ぶりの配信リリースとなった。
タイトルは『シンデレラ』に登場する魔法の言葉、『ビビディ・バビディ・ブー』から取られたものとされる。

2024年3月22日にYouTube上で配信された活動6周年記念ライブにて初演奏された。
NOMELON NOLEMONのボーカルで、ボカロP/シンガーソングライターのツミキが作詞・作曲・編曲を手がけている。
同年8月7日には、シングルCDが発売された。同時に、グラミー賞を受賞したプロデューサーであるブラッドポップによるリミックスバージョンも収録された。

## チャート成績
3月27日公開のBillboard JAPAN“Download Songs”で初登場19位にランクイン。
4月3日公開のBillboard JAPANで、総合チャート“Hot 100”初登場27位にランクイン。同チャートへのランクインは約2年振りのことであり、自身の楽曲の中で過去最高順位を記録した。また、”Streaming Songs“で初登場76位、"Japan Songs"でタイで初登場9位、シンガポールで初登場13位を獲得。それぞれ自身初となるチャートインを果たした。
4月8日公開のオリコンランキングで、合算シングルランキングに初登場40位でランクイン。
11月13日、オリコン週間ストリーミングランキングで自身初の累積再生数1億回を突破。

## ミュージックビデオ
2024年3月22日にYouTubeの公式チャンネルにて公開された。監督は映像創作ユニット「擬態するメタ」が行った。
MVでは星街がシンデレラ役として登場している。
曲中の中毒性あるダンスが話題を呼び、SNSでは「踊ってみた」「ダンスチャレンジ」などの投稿が拡散。4月7日に約16日で1000万回再生を達成した。VTuberの公開した楽曲のMVでは過去最速で、しぐれういの「粛聖!! ロリ神レクイエム☆」(公開から約18日)の記録を上回り新記録を樹立した。
11月15日、YouTubeでの再生数が1億回を突破した。

## 収録曲
| 全作詞・作曲: ツミキ。 |                            |           |            |        |      |
| #                      | タイトル                   | 作詞      | 作曲・編曲 | 編曲   | 時間 |
| 1.                     | 「ビビデバ」               | ツミキ    | ツミキ     | ツミキ | 2:45 |
| 2.                     | 「ビビデバ(Instrumental)」 | ツミキ    | ツミキ     | ツミキ | 2:45 |
| 合計時間:              | 合計時間:                  | 合計時間: | 5:30       |        |      |

## カバー
- 徒町小鈴（葉山風花） - ゲーム『Link!Like!ラブライブ！』に収録（2024年10月19日追加）。
- カトリナ・グリーベル（天城サリー） - 音楽ゲーム「ワールドダイスター 夢のステラリウム」に収録（2024年12月19日追加）。

### 公式
1. ↑  『【3D LIVE】SheenderellaDay / ラストに告知アリ！【#⁠星街すいせい6周年記念LIVE】』。2024年4月11日閲覧。